# SINTEF
SINTEF (en noruego: Stiftelsen for industriell og teknisk forskning), con sede en Trondheim, Noruega, es una organización de investigación independiente fundada en 1950 que lleva a cabo proyectos de investigación y desarrollo por contrato.
SINTEF tiene 2000 empleados de 75 países e ingresos anuales de tres mil millones de coronas noruegas. SINTEF tiene una estrecha asociación con la Universidad Noruega de Ciencia y Tecnología (NTNU), iniciada en 1950 cuando se fundó SINTEF. SINTEF tiene experiencia en tecnología, medicina y ciencias sociales. Alexandra Bech Gjørv es la directora ejecutiva de SINTEF, precedida por Unni Steinsmo, Morten Loktu y Roar Arntzen.
SINTEF mantiene una estrecha colaboración con la Universidad Noruega de Ciencia y Tecnología (NTNU) en Trondheim. La cooperación incluye, entre otras cosas, el uso común generalizado de laboratorios y equipos. El personal de NTNU trabaja en proyectos de SINTEF y el personal de SINTEF enseña en NTNU. La colaboración también incluye cerca de 30 centros de investigación a largo plazo y el intercambio de alrededor de 200 laboratorios. Además, SINTEF colabora con la Universidad de Oslo y otros entornos de investigación en Noruega e internacionalmente.
SINTEF está certificado según las normas ISO 9001:2015, ISO 14001:2015 y OHSAS 18001:2007.

## Reverencias
1. ↑  «Copia archivada». Archivado desde el original el 23 de enero de 2009. Consultado el 28 de febrero de 2022.
2. ↑  https://snl.no/SINTEF

- Datos: Q3041255
- Multimedia: Sintef / Q3041255